# 田慧振
田慧振（1976年8月10日—），韓國女演員，常見譯名為全慧珍。在演話劇時期曾使用「全伊多」（전이다）作為藝名。1998年，以電影《殺人狂魔的故事》出道。

## 演藝經歷
2009年結婚後，由於兩名兒子年幼，田慧振集中照顧家庭。往後數年工作減產，主要演出電影配角。2013年，演出電影《恐怖直播》，收到劇本時工作上並不活躍，因此不太有信心，甚至反問導演怎麼認識她，讓他真的找不到其他演員才回去找她，以此回絕了邀請。結果一個月後真的再接到聯絡，因此十分感謝導演。
2015年，演出電影《思悼》中暎嬪李氏一角，一舉奪得第36屆青龍電影獎、第2屆韓國電影製作人協會獎及第7屆年度電影獎最佳女配角殊榮。她在青龍電影獎得獎時表示自己從20多歲便開始演戲，至此終於獲獎，並坦言曾懷疑自己是否適合做演員，後來才愛上演戲。拍攝《思悼》期間，因為過去幾年專注於家庭，加上拍攝地點偏遠，整天掛念兩名年幼兒子，田慧振感受到作為演員和母親的衝突，甚至一度跟李濬益導演說「這是我最後一部作品」，結果電影殺青後一個星期又開始想念拍攝現場。
2017年，演出電影《不汗黨：地下秩序》中全隊長一角，第二次獲青龍電影獎及首次於大鐘獎獲提名為最佳女配角，並在第37屆韓國電影評論家協會獎中奪得最佳女配角殊榮。《不汗黨：地下秩序》亦受邀參加2017年第70屆坎城影展午夜單元，首映後全場觀眾起立鼓掌長達7分鐘，田慧振表示坎城影展的觀眾讓她非常感動，而且重燃她對演戲的熱情。
2018年，田慧振在闊別電視圈11年後再次演出電視劇，於JTBC《Misty》中飾演徐恩珠一角，自此開始較多演電視劇。
2019年於TVN《請輸入檢索詞WWW》飾演宋佳京，2020年演出《秘密森林2》崔炳一角。2021年，於《廢柴舅舅》飾演王俊熙，該劇改編自英國BBC Three的電視劇《舅舅安迪》。

## 個人生活
2009年5月23日與愛情長跑六年的男友演員李善均舉行結婚典禮。兩人決定結婚後發現懷孕，及後李善均特地召開記者會宣佈兩人即將結婚及成為父母的喜訊，表示希望之後能陪伴妻子到醫院做產檢。2009年11月25日，誕下長子。 2011年8月9日，誕下次子。

## 演出作品

### 電視劇
| 年份   | 電視台 | 劇名                   | 角色   | 備註 |
| 2002年 | MBC    | 預約愛情               | 星里   |      |
| 2004年 | KBS2   | Drama City－納骨堂少年 | 東熙   |      |
| 2005年 | KBS2   | 對不起，我愛你         | 尹瑞慶 |      |
| 2007年 | tvN    | 浪漫獵手               | 安南熙 |      |
| 2018年 | JTBC   | Misty                  | 徐恩珠 |      |
| 2019年 | tvN    | 請輸入檢索詞WWW        | 宋佳京 |      |
| 2020年 | tvN    | 秘密森林2              | 崔炳   |      |
| 2021年 | TV朝鮮 | Uncle 废柴舅舅         | 王俊熙 |      |
| 2023年 | ENA    | 陌生人                 | 金恩美 |      |
| 2025年 | ENA    | 騎行人生               | 李正恩 |      |

### 電影
| 年份   | 片名                 | 角色         | 備註             |
| 1998年 | 殺人狂魔的故事       | 春子         |                  |
| 1999年 | 謊言                 | 佑麗         |                  |
| 1999年 | 幸福的殯儀師         | 黃小姐       |                  |
| 2002年 | 逃亡二人組           | 梅克         | 主演             |
| 2005年 | - 接住這球           |              | 短篇電影         |
| 2005年 | 哥哥我愛你           | 韓伊的班主任 | 客串             |
| 2005年 | 我生命中最美的一周   | 李作家       | 主演             |
| 2005年 | - 瞎子會做什麼夢呢   | 女客人       | 短篇電影         |
| 2006年 | 殘酷的上班           | 東熙         | 客串             |
| 2006年 | 第三次視線－你我之間 | 妻子         | 主演、多段式電影 |
| 2007年 | 那傢伙的聲音         | 李愛淑       |                  |
| 2008年 | 西洋古董洋果子店     | 福瑞的女友   | 客串             |
| 2009年 | 廚房                 | 金善雨       |                  |
| 2010年 | 小小蓮池             |              | 主演             |
| 2013年 | 恐怖直播             | 朴貞敏       | 主演             |
| 2014年 | 人間中毒             | 崔中校夫人   |                  |
| 2015年 | 許三觀               | 宋夫人       |                  |
| 2015年 | 思悼                 | 暎嬪李氏     |                  |
| 2016年 | 機器人，聲音         | 賢淑         |                  |
| 2017年 | 不汗黨：地下秩序     | 全仁淑       |                  |
| 2017年 | 犧牲復活者           | 李秀賢       |                  |
| 2017年 | 我只是個計程車司機   | 尚九的母親   | 特別演出         |
| 2017年 | 詩人的愛情           | 強順         | 主演             |
| 2019年 | 肇逃計畫             | 吳善英       |                  |
| 2019年 | 緝凶對決             | 春妃         |                  |
| 2019年 | 白頭山：半島浩劫     | 全有京       | 主演             |
| 2022年 | 獵首密令             | 方珠京       | 主演             |
| 2024年 | Cross：跨界任務      | 長熙珠       | 主演             |
| 2024年 | 左轮手枪             |              | 特别出演         |

## 舞台劇
- 2005年：《乾涸巴巴地》
- 2007年：《變》
- 2008年：《Shape》飾演 世京
- 2008年：《媽媽熱戰》
- 2010年：《All Most Main》
- 2013年：《Love Love Love》飾演 珊德拉
- 2015年：《二十二十次移舞－尾巴絮的故事》飾演 마금곱지

## 獲獎及提名
| 年度 | 頒獎典禮                   | 獎項                | 作品                                              | 結果 |
| ---- | -------------------------- | ------------------- | ------------------------------------------------- | ---- |
| 1997 | 慶南小姐                   | 善                  |                                                   | 獲獎 |
| 1999 | 韓國戲劇協會年度戲劇獎     | 最佳新人演員        |                                                   | 獲獎 |
| 2006 | KBS演技大獎                | 獨幕劇最佳女演員獎  | 《Drama City－她不是在笑嗎》 《Drama City－記憶》 | 獲獎 |
| 2015 | 第36屆青龍電影獎           | 最佳女配角          | 《思悼》                                          | 獲獎 |
| 2015 | 第2屆韓國電影製作人協會獎  | 最佳女配角          | 《思悼》                                          | 獲獎 |
| 2016 | 第7屆年度電影獎            | 最佳女配角          | 《思悼》                                          | 獲獎 |
| 2016 | 第21屆春史電影節           | 最佳女配角          | 《思悼》                                          | 提名 |
| 2016 | 第25屆釜日電影獎           | 最佳女配角          | 《思悼》                                          | 提名 |
| 2016 | 第11屆Max Movie電影獎      | 最佳女配角          | 《思悼》                                          | 提名 |
| 2016 | 第52屆百想藝術大獎         | 電影部門 女子配角獎 | 《思悼》                                          | 提名 |
| 2017 | 第37屆韩国电影评论家协会奖 | 最佳女配角          | 《不汗黨：地下秩序》                              | 獲獎 |
| 2017 | 第54屆大鐘獎               | 最佳女配角          | 《不汗黨：地下秩序》                              | 提名 |
| 2017 | 第1屆The Seoul Awards      | 最佳女配角          | 《不汗黨：地下秩序》                              | 提名 |
| 2017 | 第38屆青龍電影獎           | 最佳女配角          | 《不汗黨：地下秩序》                              | 提名 |
| 2018 | 第23屆春史電影節           | 最佳女配角          | 《不汗黨：地下秩序》                              | 提名 |
| 2018 | 第54屆百想藝術大獎         | 電影部門 女子配角獎 | 《不汗黨：地下秩序》                              | 提名 |
| 2018 | 第54屆百想藝術大獎         | 電視部門 女子配角獎 | Misty                                             | 提名 |
| 2018 | 第5屆野花電影獎            | 最佳女配角          | 詩人的愛                                          | 提名 |
| 2022 | 第31屆釜日電影獎           | 最佳女配角          | 《獵首密令》                                      | 提名 |
| 2022 | 第43届青龙电影奖           | 最佳女配角          | 《獵首密令》                                      | 提名 |
| 2022 | 第58屆大鐘獎               | 最佳女配角          | 《獵首密令》                                      | 提名 |
| 2022 | 第42屆韩国电影评论家协会奖 | 最佳女配角          | 《獵首密令》                                      | 獲獎 |

## 外部連結
- 田慧振的Naver搜索頁面 （页面存档备份，存于）
- 田慧振的Daum人物資料頁面 （页面存档备份，存于）
- 田慧振在韩国电影数据库（KMDb）上的資料（韓語）
- 田慧振在PlayDB的資料頁面 （页面存档备份，存于）